# 小行星6012
小行星6012（英語：6012）是一颗围绕太阳公转的小行星。1990年9月22日，罗伯特·H·麦克诺特在赛丁泉山发现了此天体。
这颗小行星的绝对星等为251.46070等。